# Barbacena
Barbacena, amtlich Município de Barbacena, ist eine Stadt im brasilianischen Bundesstaat Minas Gerais, die 1791 als Vila de Barbacena gegründet wurde.
Die Stadt hatte nach der Volkszählung 2010 126.284 Einwohner. Zum 1. Juli 2020 wurde die Bevölkerung auf 138.204 Einwohner geschätzt, die Barbacenenser genannt werden und auf einer Gemeindefläche von rund 759 km² leben. Sie ist in Brasilien als Cidade das Rosas – Stadt der Rosen bekannt, ebenso als Cidade dos Loucos – Stadt der Verrückten.
Sie ist 169 km Wegstrecke von der Hauptstadt Belo Horizonte entfernt. Umliegende Orte sind im Norden Barroso, Carandaí und Ressaquinha, im Süden Santos Dumont, Antônio Carlos und Ibertioga, im Osten Desterro do Melo, Santa Bárbara do Tugúrio und Oliveira Fortes, im Westen São João del-Rei und Prados.

## Söhne und Töchter der Stadt
- Alberto Santos Dumont (1873–1932), Luftfahrtpionier und Erfinder
- Flausino Vale (1894–1954), Violinist, Komponist und Musikpädagoge
- Virgílio Moretzsohn de Andrade (* 1941), Diplomat
- Dante Martins Teixeira (* 1957), Ornithologe
- José Eudes Campos do Nascimento (* 1966), römisch-katholischer Geistlicher, Bischof von São João del Rei
- Nivaldo dos Santos Ferreira (* 1967), römisch-katholischer Geistlicher, Weihbischof in Belo Horizonte
- Wélissa Gonzaga (* 1982), Volleyballspielerin